# アレックス・コックス
アレックス・コックス（Alex Cox、1954年12月15日 - ）は、イギリスの映画監督、脚本家である。『レポマン』や『シド・アンド・ナンシー』を手がけたことで知られている。

## 経歴
1954年12月15日、マージーサイドのベビントンに生まれる。オックスフォード大学にて法律を学んだ。1977年にブリストル大学を卒業したのち、カリフォルニア大学ロサンゼルス校にて映画を学んだ。
1984年、『レポマン』で長編映画監督デビューを果たす。1986年、『シド・アンド・ナンシー』を監督する。その後、『ストレート・トゥ・ヘル』や『ウォーカー』を監督した。

## フィルモグラフィー

### 長編映画
- ミッドナイト・ガール/傷だらけの16歳 Scarred （1983年） - 出演
- レポマン Repo Man （1984年） - 監督・脚本
- シド・アンド・ナンシー Sid and Nancy （1986年） - 監督・脚本
- ストレート・トゥ・ヘル Straight to Hell （1987年） - 監督・脚本
- ウォーカー Walker （1987年） - 監督・編集
- ハートに火をつけて Backtrack （1989年） - 脚本
- PNDC エル・パトレイロ El Patrullero （1991年） - 監督
- カッティング・エッジ Floundering （1994年） - 出演
- ザ・ウィナー The Winner （1996年） - 監督
- デス&コンパス Death and the Compass （1996年） - 監督[9]
- スリー・ビジネスメン Three Businessmen （1997年） - 監督・出演
- ラスベガスをやっつけろ Fear and Loathing in Las Vegas （1998年） - 脚本
- リベンジャーズ・トラジディ Revengers Tragedy （2002年） - 監督
- ロスト★マイウェイ（2004年） - 出演
- ネイキッド アサシン NAKED ASSASSIN Rosario Tijeras （2005年） - 出演
- サーチャーズ 2.0 Searchers 2.0 （2007年） - 監督・脚本・編集
- オックスフォード連続殺人 The Oxford Murders （2008年） - 出演

### 短編映画
- エッジ・シティ Sleep Is for Sissies （1980年） - 監督・脚本・出演

### テレビドラマ
- 私立探偵 濱マイク（2002年） - 「女と男、男と女」監督・脚本

## 受賞
- 1985年 - 第5回ボストン映画批評家協会賞 - 最優秀脚本賞（『レポマン』）[10]